# 半人馬座V716
半人馬座V716，又名CP-54 5933，HD 124195、SAO 241552、HR 5311，是半人馬座的一颗恒星，视星等为6.11，位于銀經314.73，銀緯6.35，其B1900.0坐标为赤經14h 6m 52.2s，赤緯-54° 6.35′ 22″。